# كاميرون مكينتوش
كاميرون مكينتوش (بالإنجليزية: Cameron McIntosh)‏ هو راكب الكنو جنوب أفريقي، ولد في 2 ديسمبر 1975.

## وصلات خارجية
- كاميرون مكينتوش على موقع أوليمبيديا (الإنجليزية)